# Carlos Ponce
Carlos Armando Ponce (Santurce, Puerto Rico, 1972. szeptember 4. –) Puerto Ricó-i színész és énekes.

## Élete
Színészi karrierjét spanyol nyelvű szappanoperákban kezdte, Televisa és Telemundo produkciókban. Karrierjét amerikai Tv sorozatokban folytatta. Nem korlátozta karrierjét kizárólag tévés szerepekre. Énekléssel is foglalkozik, és aktívan részt vesz az amerikai filmiparban mint karakterszínész. Feltűnt például: a Hetedik mennyországban, a Beverly Hills 90210-ben, Csere-bere szerencse és a Páros mellékhatás című filmekben, valamint a Rúzs és New York című sorozatban is.

## Magánélete
Carlos középiskolai szerelmét, Veronica Ponce-t vette feleségül, aki profi fényképész. Miami-ban, Floridában élnek négy gyermekükkel együtt. Gyerekeik, Giancarlo 1999-ben, Sebastián 2001-ben, és ikerlányaik Savannah és Sienna pedig 2002-ben születettek. Az ikreket Oroszországból adoptálta a pár. 2010-ben a pár megerősítette a hírt, hogy 13 év után szakítanak. 2010 és 2015 között Ximena Duque kolumbiai színésznővel élt együtt.

## Filmográfia
- 2016: Silvana sin lana .... Manuel Gallardo
- 2013: Free Birds .... Alejandro
- 2013: A gonosz álarca .... Humberto Cano "El Tiburon Blanco"
- 2013: Transformers: Rescue Bots
- 2012: Idol Kids Puerto Rico .... Műsorvezető
- 2012: Hollywood Heights .... Max Duran
- 2011: Rio .... Marcel (hangja)
- 2011–2012: Dos Hogares .... Santiago Ballesteros Ortiz
- 2011: SoBe Real .... Robert
- 2010: Perro Amor .... Antonio "El Perro" Brando
- 2009: Couples Retreat .... Salvadore
- 2008: Rúzs és New York .... Rodrigo Vega
- 2006–2007: Dame Chocolate' .... Bruce Remington
- 2006: Break-In .... Raddimus főfelügyelő
- 2006: Vanished .... Raddimus főfelügyelő
- 2006: Stranded .... Raddimus főfelügyelő
- 2006: Cserebere szerencse .... Antonio
- 2006: Hetedik mennyország .... Carlos Rivera (12 epizód, 1998–2006)
- 2005: Complete Guide to Guys .... Steve
- 2005: Meet Me in Miami .... Luis
- 2005: Tök alsó 2. – Európai turné .... Rodrigo
- 2004: Eve .... Joe "Above Average Joe"
- 2004: Maya & Miguel .... Santiago Santos
- 2003: Karen Sisco .... Will "The One That Got Away"
- 2003: Chasing Papi .... Önmaga
- 2003: Ángel de la guarda, mi dulce compañía .... Gustavo "Mi dulce compañia"
- 2002: Protagonistas de la música - USA .... Host
- 2001: Sin pecado concebido .... Adrián Martorel Ibáñez
- 2001: Once and Again .... Giancarlo
- 2001: Lady and the Tramp II
- 1998: Beverly Hills 90210 .... Tom Savin
- 1996: Sentimientos ajenos .... Renato
- 1994: Guadalupe

## Diszkográfia
- 2012: Me Llevas
- 2011: Rendirme en tu amor ft Anahi
- 2010: Perro Amor
- 2005: Celebrando 15 Años Con
- 2003: La Historia
- 2002: Ponce
- 1999: Todo Lo Que Soy
- 1998: Carlos Ponce

## Külső hivatkozások
- Hivatalos oldal (CarlosPonce.com)
- Carlos Ponce az Internet Movie Database oldalon (angolul)